# MCブリード
MCブリード（MC Breed、本名:Eric Breed、1971年6月12日 - 2008年11月22日）は、アメリカ合衆国ミシガン州フリント出身の男性ラッパー。中西部出身のラッパーとして初めて商業的な成功を収めたベテランラッパーとして知られ、90年代に放った「Ain't No Future in Yo Frontin」や2パックとの競演曲である「Gotta Get Mine」のヒット等で知られていた。

## 来歴
中西部フリントで生まれ育ったブリードは1991年、自身も参加していたグループ、DFCとの共同名義でアルバム「MC Breed & DFC」をインディーレーベルSDEG Recordsから発表しデビュー。翌1992年の2ndアルバム「20 Below」からはMCブリード個人名義で作品を発表している。
90年代中盤にはToo Shortを始めとする西海岸のヒップホップアーティストたちと交流を持つようになり、4thアルバム「Funkafied」は当時隆盛を誇ったGファンクサウンドを大きく取り入れビルボードR&B/Hip-Hopチャート最高9位を記録するなど自身最大のヒットとなった。
キャリアの間一貫してインディーシーンでの活動を続けながらもエミネムら他の中西部のラッパーに先んじて大きな知名度と成功を得たブリードであったが、晩年は20万ドルに及ぶ養育費の未払いで裁判所に懲役1年を宣告される等、金銭的な困窮に陥っていたとも報道されていた。
2008年9月5日、バスケットボールの試合に参加している最中突如倒れ入院。原因は腎臓疾患による腎機能の低下であり、集中治療室にて治療が続けられていたが、2ヵ月後の11月22日に37歳の若さで亡くなった。